# George Berkeley
George Berkeley   (Dysart Castle, 12 de març de 1685 - Oxford, 14 de gener de 1753), també conegut com a bisbe Berkeley, va ser un filòsof irlandès de pares anglesos. El seu màxim avenç filosòfic va ser la teoria anomenada immaterialisme. Per la seva aportació a la teologia, és venerat com a sant per algunes esglésies anglicanes. Segons Berkeley els objectes materials només existeixen quan són percebuts.

## Biografia

### Irlanda
Berkeley va néixer a la seva casa familiar, Dysart Castle, prop de Thomastown, comtat de Kilkenny, Irlanda, el fill gran de William Berkeley, un cadet de la família noble de Berkeley, l'ascendència del qual es remunta al període anglosaxó i que havia servit com a senyors feudals i terratinents a Gloucester, Anglaterra. Poc se sap de la seva mare. Va estudiar al Kilkenny College i va anar al Trinity College de Dublín, on va ser escollit estudiós el 1702, i va obtenir una llicenciatura el 1704 i un màster i una beca el 1707. Va romandre al Trinity College després d'acabar la seva carrera com a tutor i professor de grec.
La seva primera publicació va ser sobre matemàtiques, però la primera que li va fer notar va ser el seu Assaig cap a una nova teoria de la visió, publicat per primera vegada el 1709. En l'assaig, Berkeley examina la distància visual, la magnitud, la posició i els problemes de vista i tacte. Tot i que aquest treball va generar molta controvèrsia en aquell moment, les seves conclusions s'accepten ara com una part establerta de la teoria de l'òptica.
La següent publicació que va aparèixer va ser el Tractat sobre els principis del coneixement humà l'any 1710, que va tenir un gran èxit i li va donar una reputació duradora, encara que pocs van acceptar la seva teoria que res no existeix fora de la ment. Això va ser seguit el 1713 per Three Dialogues Between Hylas and Philonous, en què va proposar el seu sistema de filosofia, el principi rector del qual és que el món, tal com el representen els nostres sentits, depèn per a la seva existència de ser percebut.
El 1710 va ser ordenat sacerdot anglicà, i el 1734 seria nomenat bisbe.
Per a aquesta teoria, els Principis donen l'exposició i els Diàlegs la defensa. Un dels seus principals objectius era combatre el materialisme imperant del seu temps. La teoria va ser rebuda en gran part amb ridícul, mentre que fins i tot aquells com Samuel Clarke i William Whiston, que sí que reconeixien el seu extraordinari geni, estaven, tanmateix, convençuts que els seus primers principis eren falsos.

### Anglaterra i Europa
Poc després, Berkeley va visitar Anglaterra i va ser rebut en el cercle d'Addison, Pope i Steele. En el període comprès entre 1714 i 1720, va intercalar els seus esforços acadèmics amb períodes de viatges extensos per Europa, inclòs un dels Grans Tours més extensos d'Itàlia que s'hagin fet mai. El 1721, va prendre les ordes sagrades a l'Església d'Irlanda, aconseguint el seu doctorat en divinitat, i una vegada més va optar per romandre al Trinity College de Dublín, donant aquesta vegada  classes de divinitat i d'hebreu. El 1721/2 va ser nomenat degà de Dromore i, el 1724, degà de Derry.
El 1723, Berkeley va ser nomenat cohereu d'Esther Vanhomrigh, juntament amb l'advocat Robert Marshall. Aquest nomenament va seguir la violenta baralla de Vanhomrigh amb Jonathan Swift, que havia estat el seu amic íntim durant molts anys. L'elecció dels legataris de Vanhomrigh va causar una gran sorpresa, ja que ella no els coneixia bé, encara que Berkeley de molt jove havia conegut el seu pare. Swift va dir que no li molestava a Berkeley la seva herència, gran part de la qual va desaparèixer en una demanda en qualsevol cas.
El 1725, Berkeley va començar el projecte de fundar un col·legi a les Bermudes per a la formació de ministres i missioners a la colònia, en la recerca del qual va renunciar al seu deganat amb els seus ingressos de 1100 lliures.

### Matrimoni i Amèrica
L'1 d'agost de 1728 a St Mary le Strand, Londres, Berkeley es va casar amb Anne Forster, filla de John Forster, president del tribunal irlandès Common Pleas, i la primera esposa de Forster, Rebecca Monck. Després va marxar a Amèrica amb un sou de 100 lliures a l'any. Va aterrar prop de Newport, Rhode Island, on va comprar una plantació a Middletown, el famós Whitehall. Berkeley va comprar uns quants africans esclaus per treballar a la plantació. El 2023, el Trinity College de Dublín va eliminar el nom de Berkeley d'una de les seves biblioteques a causa de la seva propietat d'esclaus i la seva defensa activa de l'esclavitud.
S'ha afirmat que «va introduir el pal·ladianisme a Amèrica agafant en préstec un disseny de [William] Kent's Designs of Inigo Jones per a la caixa de la porta de la seva casa a Rhode Island, Whitehall» També va portar a Nova Anglaterra John Smibert, l'artista escocès que va descobrir Itàlia, que és considerat generalment el pare fundador de la pintura de retrats estatunidenca. Mentrestant, va elaborar els plànols de la ciutat ideal que tenia previst construir a les Bermudes. Va viure a la plantació mentre esperava que els fons arribessin a la seva universitat. Els fons, però, no van arribar. «Amb la retirada de Londres de les seves pròpies energies persuasives, l'oposició va agafar força; i el primer ministre Walpole es va fer cada cop més escèptic i tebi. Finalment va quedar clar que la subvenció parlamentària essencial no arribaria», i el 1732 va deixar Amèrica i va tornar a Londres.
Ell i Anne van tenir quatre fills que van sobreviure a la infància - Henry, George, William i Julia- i almenys dos més que van morir en la infància. La mort de William el 1751 va ser una gran causa de dolor per al seu pare.

### Irlanda
Berkeley va ser nomenat bisbe de Cloyne a l'Església d'Irlanda el 18 de gener de 1734. Va ser consagrat com a tal el 19 de maig de 1734. Va ser bisbe de Cloyne fins a la seva mort el 14 de gener de 1753, encara que va morir a Oxford (vegeu més avall).

### Treball humanitari
Mentre vivia al carrer Saville de Londres, va participar en els esforços per crear una llar per als nens abandonats de la ciutat. L'Hospital Foundling va ser fundat per carta reial el 1739, i Berkeley figura com un dels seus governadors originals.

### Últimes obres
Les seves dues últimes publicacions van ser Siris: A Chain of Philosophical Reflexions and Inquiries Concerning the Virtues of Tarwater, And divers other Subjects connected together and sorgent one from another (1744) i Further Thoughts on Tar-water (1752). El quitrà de pi és un antisèptic i desinfectant eficaç quan s'aplica als talls de la pell, però Berkeley va defensar l'ús del quitrà de pi com a panacea àmplia per a les malalties. El seu treball de 1744 sobre aigua quitrà va vendre més còpies que qualsevol dels seus altres llibres durant la seva vida.

Va romandre a Cloyne fins al 1752, quan es va retirar. Amb la seva dona i la seva filla Julia, va anar a Oxford per viure amb el seu fill George i supervisar la seva educació. Va morir poc després i va ser enterrat a la catedral de Christ Church, Oxford. El seu tarannà afectuós i les seves maneres genials el van fer molt estimat i estimat per molts dels seus contemporanis. Anne va sobreviure al seu marit molts anys i va morir el 1786.
Es va dedicar a protegir els pobres, especialment els infants, per als quals va crear una casa d'acollida que va continuar fomentant fins a la seva mort.

## Pensament
Forma part del moviment filosòfic de l'empirisme, juntament amb altres filòsofs famosos com John Locke o David Hume.
Afirma que l'existència consisteix a percebre o ser percebut, «ser és ser percebut» (del llatí: esse es percipi) i, per tant, només podem assegurar l'existència de les idees (idealisme), ja que l'ésser s'esgota en el fet de ser percebut. Però, què succeeix amb tot allò que ningú no pot percebre? No existeix? Berkeley afirma que sí que existeix, ja que Déu sí que ho contempla tot. Així doncs, Déu és la clau de l'existència dels objectes; així, quan veiem un objecte, no el veiem simplement perquè existeixi, sinó perquè Déu fa que sigui possible veure'l. Aquest pensament va ser font d'inspiració per a Jostein Gaarder per a realitzar el seu best-seller El món de Sofia.

## Obres

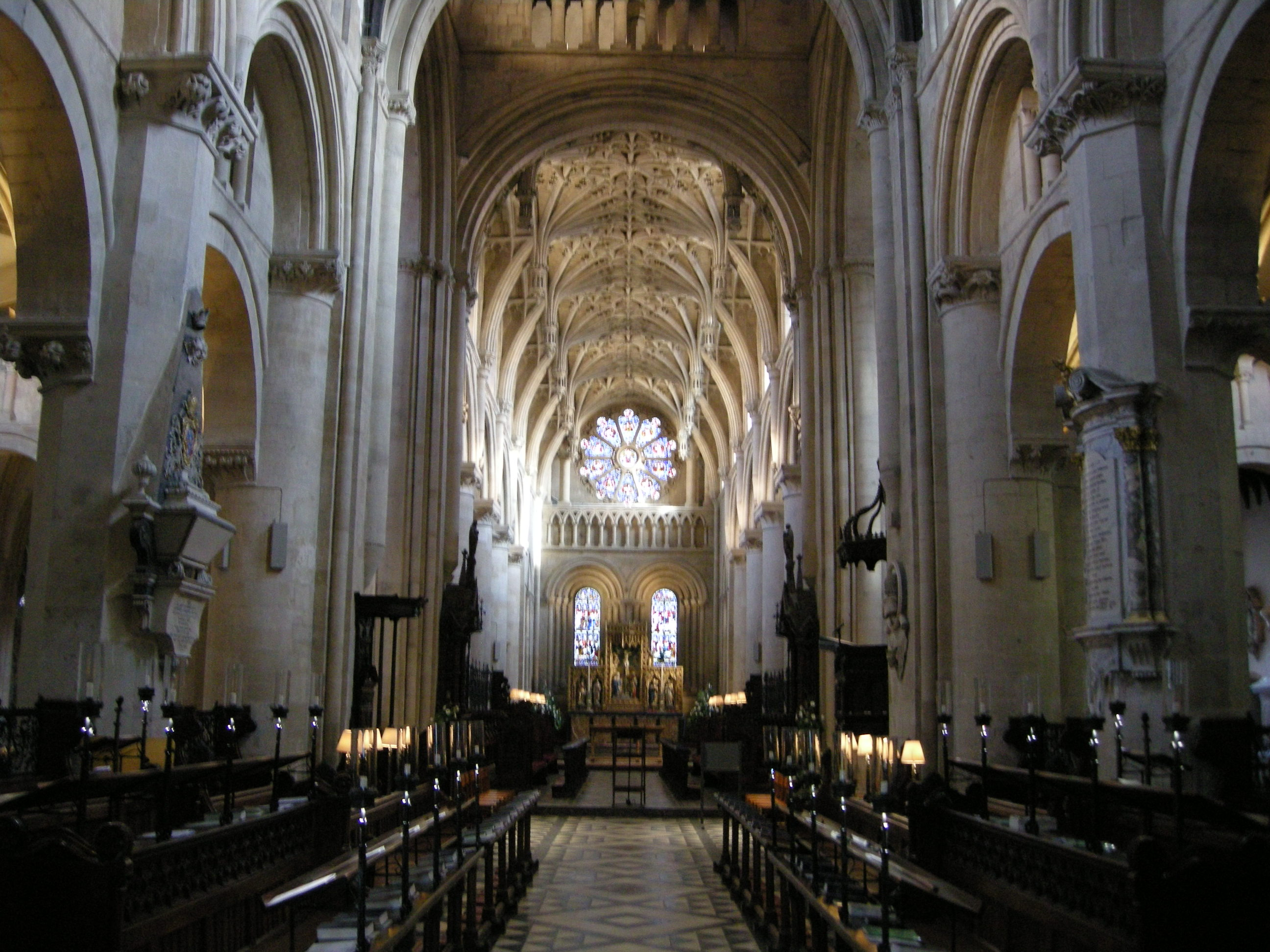
Christ Cathedral d'Oxford; al primer pilar de l'esquerra, cenotafi de George Berkeley

- Arithmetica et miscellanea mathematica, Londres i Dublín, 1707.
- Philosophical Commentaries (1707-08), editat el 1901.
- Assaig sobre una nova teoria de la visió (An Essay towards a New Theory of Vision), 1709.
- Tractat sobre els principis del coneixement humà, part I (A Treatise Concerning the Principles of Human Knowledge), 1710.
- Tres diàlegs entre Hilas i Filonus (Three Dialogues between Hylas and Philonous) 1713.
- De motu, 1721.
- Alciphron: or the Minute Philosopher, 1732.
- The Theory of Vision or Visual Language… Vindicated and Explained, 1733.
- The Analyst, or, A discourse addressed to an infidel Mathematician, 1734, llibre que va ser força criticat pels matemàtics professionals, especialment per Roger Paman, James Jurin, Thomas Bayes i Jacob Walton.[18]
- A defence of free-thinking in mathematics, 1735.
- The Querist, 1735-37.
- Siris, 1744.